# Klaus Kærgård
Klaus Kærgård (født 21. oktober 1976) er en tidligere professionel dansk fodboldspiller.

## Karriere

### Viborg FF
Som 21-årig kom han i 1998 til Viborg FF som helt ukendt fra Serie 2-klubben Vinderup IK. Han fik sin debut i Superligaen den 2. august 1998 i Parken, da han blev skiftet ind i opgøret mod F.C. København. 5 dage efter scorede han sit første mål, da han scorede efter 9 minutter på hjemmebane mod Silkeborg IF.
Ét af Klaus Kærgårds personlige højdepunkter i Superligaen var den 11. september 1999 på Brøndby Stadion i kampen mod Brøndby IF. Her scorede Kærgård to mål, lagde op til Heine Fernandez' yderligere to gange. Kampen endte med 5-2 til Viborg.
I september 2000 spillede han i UEFA Cuppen, da Viborg havde kvalificeret sig turneringen ved at vinde pokalfinalen tidligere på året. Det blev det russiske storhold CSKA Moskva, som var modstanderen i første runde.
Returkampen to uger senere var flyttet til Silkeborg Stadion, da Viborg Stadion på daværende tidspunkt ikke var godkendt til internationalt fodbold af UEFA. Efter 0-0 i den ordinære spilletid blev det til forlænget spilletid. Her blev Kærgaard blev indskiftet og scorede da kampens eneste mål i 101. minut.. I anden runde spillede holdet mod Rayo Vallecano, men tabte på reglen om udebanemål.
Tiden i Viborg FF blev til i alt 161 Superligakampe – heraf 93 kampe hvor han var med fra start, og udskiftet 65 gange. Han blev indskiftet 68 gange. Det blev til 38 mål gennem syv sæsoner.

### FC Midtjylland
Med ét år tilbage af sin kontrakt med Viborg FF, blev han sommeren 2005 købt af FC Midtjylland. I løbet af de to år i FC Midtjylland var han det meste af tiden ramt af skader. Han fik derfor først debut for holdet et halvt år efter sin tiltræden. Her scorede han alle fire mål, da de mødte Hammarby IF i Royal League. I alt blev det til seks mål i seks kampe i den Skandinaviske turnering.
Men resten af foråret 2006 blev igen præget af skader. En skade i iskiasnerven gjorde at det kun blev til syv kampe uden mål i marts-april måned..
Sæsonen 2006-07 blev ikke meget bedre. Han nåede at spille to kampe hvor han blev udskiftet i august 2006. Så fik han en meniskskade, som derefter holdt ham væk fra spillet. Men i maj 2007 måtte han give endeligt op. Lægerne havde sagt at han ikke burde dyrke hverken fodbold, håndbold eller løb. Hans højre knæ kunne ikke længere klare belastningen. Så den 27. maj 2007 var det endeligt slut. Træner Erik Rasmussen havde lovet at han måtte få de sidste minutter i sæsonens sidste kamp, hvor klubben skulle have overrakt sølvmedaljer. Det blev til seks minutter i afskedskampen på udebane mod Esbjerg fB.

Den 26. august 2007 tog han afsked med FC Midtjylland, da han inden kampen mod Randers FC på SAS Arena modtog blomster på banen.

### Seriefodbold
I foråret 2009 startede Klaus Kærgård som målmand hos Bruunshåb/Tapdrup IF. Han begyndte i Serie 5, men senere er det også blevet til kampe for klubbens førstehold i Serie 2.

## Privat
Han er gift med Rikke, og de har to drenge sammen: Patrick og Filip.